# Hồ Lý
Hồ Lý (tiếng Trung: 湖里区, Hán Việt: Hồ Lý khu) Là một quận của thành phố Hạ Môn (厦门市), tỉnh Phúc Kiến, Cộng hòa Nhân dân Trung Hoa. Quận này có diện tích 61 km², dân số 130.000 người, mã số bưu chính 361006. Quận lỵ của Hồ Lý đóng tại trấn Hòa Sơn. Quận Hồ Lý được chia thành 2 nhai đạo (Hồ Lý và Điện Tiền) và 1 trấn (Hòa Sơn).